# 苍背木莲
苍背木莲（学名：[Manglietia glaucifolia] 错误：{{Lang}}：文本有斜体标记（帮助））为木兰科木莲属下的一个种。

## 扩展阅读
- 維基物種上的相關：苍背木莲